# Hermann Priess
Hermann August Fredrich Priess (Marnitz, 24 mei 1901 - Ahrensburg, 24 februari 1985) was een Duitse officier en SS-Gruppenführer en Generalleutnant in de Waffen-SS gedurende de Tweede Wereldoorlog en een veroordeelde oorlogsmisdadiger. Hij werd onderscheiden met het Ridderkruis van het IJzeren Kruis met Eikenloof en Zwaarden als erkenning voor extreme dapperheid en/of succesvol militair leiderschap.

## Leven
Priess werd op 24 mei 1901 in Marnitz geboren. Hij was de zoon van Ernst Priess, een slager uit Mecklenburg en zijn vrouw Dorothea Thiede (Marnitz/Mecklenburg). Priess zat op de basisschool en hielp zijn vader in de slagerij. Hij ging in 1916 als hulpkracht voor een jaar in een postkantoor in zijn woonplaats werken. Blijkbaar verveeld door het gezwoeg en waarschijnlijk gestimuleerd door verhalen van Eerste Wereldoorlog-heldenmoed, meldde hij zich als 17-jarige vrijwilliger voor de Deutsches Heer in januari 1919. De Deutsches Heer werd omgevormd in de Reichswehr in de Weimarrepubliek. Ten gevolge van het Verdrag van Versailles, werd zijn regiment ontbonden. Priess werd lid van het vrijkorps von Brandis en vocht in de Estische Onafhankelijkheidsoorlog in het Balticum. Hij nam deel aan de verovering van Riga, en raakte in mei 1919 gewond. In 1920 keerde hij terug in het leger en diende er 12 jaar en werd in juni 1931 uit de Deutsches Heer ontslagen.
Op 24 oktober 1944 volgde Priess Georg Keppler op als commandant van het I.SS-Panzerkorps. Hij leidde deze formatie, als onderdeel van het 6. Panzer-Armee tijdens de Slag om de Ardennen, wat in een fiasco uitliep. De doelstellingen van het offensief was om de Britse en Amerikaanse linies in tweeën te splitsen, zodat de Duitsers de geallieerden konden omsingelen en 4 geallieerde legers konden vernietigen. Dit zou de geallieerden dwingen om te onderhandelen over een vredesverdrag met de Asmogendheden.
Na het Ardennenoffensief, werd het 6. SS-Panzerarmee verplaatst naar Hongarije, waar het vocht tegen het oprukkende Rode Leger. Begin februari 1945 arriveerde het I.SS-Panzerkorps in Hongarije. Daar concentreerde Priess zijn strijdkrachten, voor de aanval op het bruggenhoofd aan de Hron (Gran), waar inmiddels een sterke positie door de Russen opgebouwd was over de Donau bij de stad Esztergom; deze zou aan het eind van februari vernietigd zijn. Hij gaf leiding aan het I.SS-Panzerkorps tijdens de Operatie Frühlingserwachen, het laatste grootte Duitse offensief van de Tweede Wereldoorlog. Deze aanval centreerde zich rond het gebied van het Balaton-meer, en begon op 6 maart 1945 en eindigde met een Duitse nederlaag op 16 maart 1945.

## Oorlogsmisdrijven en veroordeling

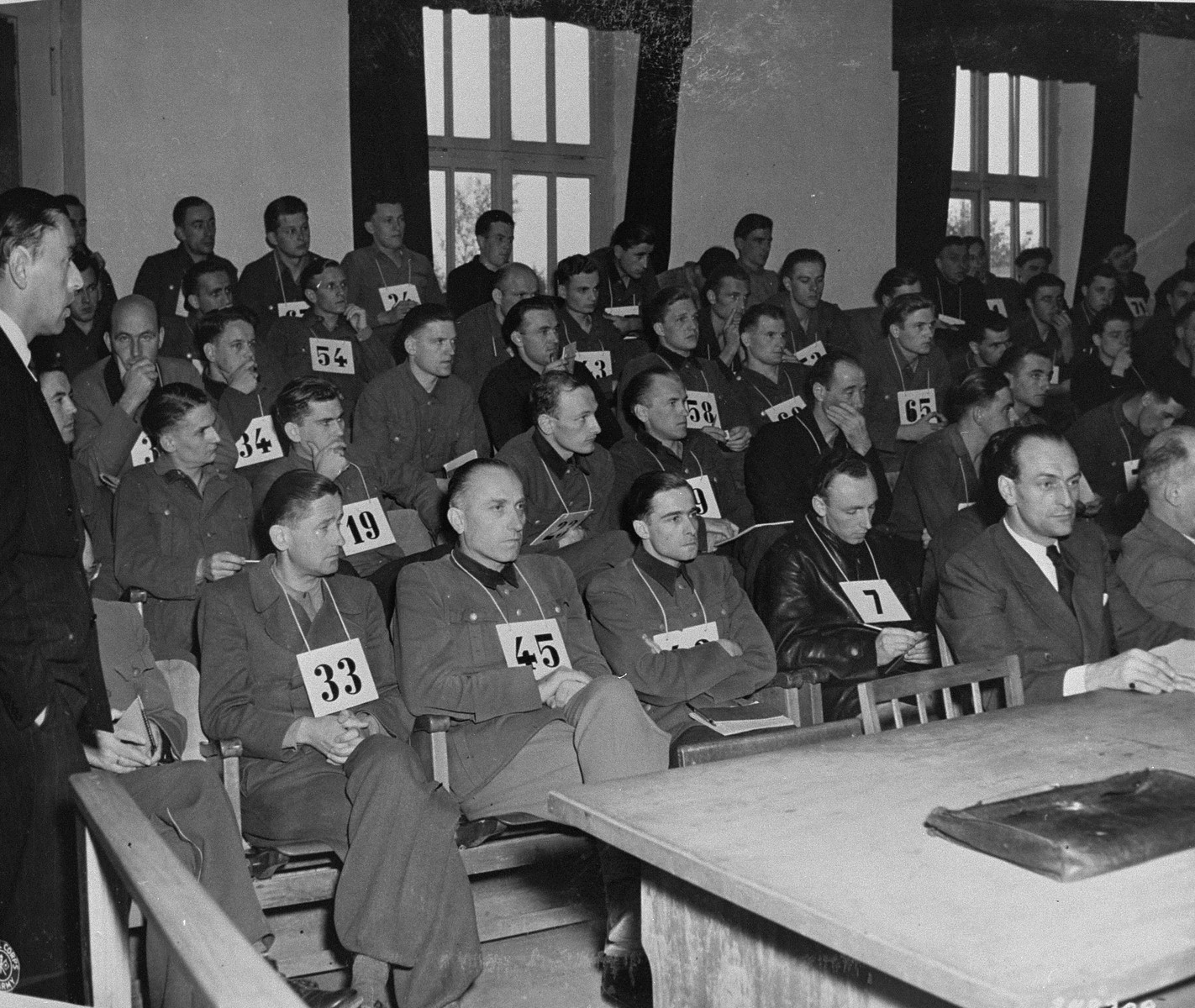
Gedaagden Fritz Kraemer (nr. 33), Hermann Priess (nr. 45) en Joachim Peiper luisteren naar de slotverklaring van Colonel William Everett.

In mei 1945 gaf Priess zich aan de United States Army over. Hij ging werken voor het US Army Historical Division in kamp King. Van mei tot juli 1946 was hij een van de 73 gedaagden in het Dachauprocessen die in Dachau gehouden werden. Samen met Josef Dietrich, Joachim Peiper en andere, werd Priess beschuldigd van het vermoorden van 300 geallieerde krijgsgevangenen en 100 Belgische burgers tussen 16 december 1944 en 13 januari 1945.
Op 13 juli werd Priess veroordeeld tot 20 jaar gevangenisstraf. In oktober 1954 werd hij vrijgelaten voordat hij zijn volledige straf in de gevangenis van Landsberg uitgezeten had. Priess overleed in 1985.

## Familie[3]
Op 13 september 1935 trouwde Priess met Hildegard Schmidt (geboren 22 april 1913). Het echtpaar kreeg drie kinderen (27 november 1937, 21 april 1939), Schulz vermeldt: twee kinderen (zonen).

## Carrière
Priess bekleedde verschillende rangen in zowel de Allgemeine-SS als Waffen-SS. De volgende tabel laat zien dat de bevorderingen niet synchroon liepen.
| Datum                                                | Deutsche Heer | Reichswehr        | Allgemeine-SS       | Waffen-SS                            |
| ---------------------------------------------------- | ------------- | ----------------- | ------------------- | ------------------------------------ |
| 22 januari 1919                                      | Dragoner      | —                 | —                   | —                                    |
| 1 juni 1925                                          | —             | Unteroffizier     | —                   | —                                    |
| 1 oktober 1927                                       | —             | Unterwachtmeister | —                   | —                                    |
| 1 januari 1930                                       | —             | Wachtmeister      | —                   | —                                    |
| 3 maart 1933                                         | —             | —                 | SS-Anwärter         | —                                    |
| 20 april 1933                                        | —             | —                 | SS-Mann             | —                                    |
| 9 november 1933 - 11 november 1933                   | —             | —                 | SS-Scharführer      | —                                    |
| 7 juni 1934                                          | —             | —                 | SS-Obertruppführer  | —                                    |
| 7 april 1934 - 15 oktober 1934                       | —             | —                 | SS-Hauptscharführer | —                                    |
| 26 februari 1935                                     | —             | —                 | SS-Untersturmführer | —                                    |
| 20 september 1935 (met ingang van 15 september 1935) | —             | —                 | SS-Obersturmführer  | —                                    |
| 13 september 1936                                    | —             | —                 | SS-Hauptsturmführer | —                                    |
| 1 juni 1939                                          | —             | —                 | SS-Sturmbannführer  | —                                    |
| 1 augustus 1940                                      | —             | —                 | —                   | SS-Obersturmbannführer der Waffen-SS |
| 21 juni 1941                                         | —             | —                 | —                   | SS-Standartenführer der Waffen-SS    |
| 13 juli 1942                                         | —             | —                 | —                   | SS-Oberführer der Waffen-SS          |
| 15 juli 1943                                         | —             | —                 | SS-Brigadeführer    | Generalmajor in de Waffen-SS         |
| 20 april 1944                                        | —             | —                 | SS-Gruppenführer    | Generalleutnant in de Waffen-SS      |

Opmerking:
Priess wordt militair-historisch als SS-Obergruppenführer vermeld, maar voor deze bevordering is geen bewijs. Maar het interessante is, dat op zijn grafsteen op het Alten Friedhof in Ahrensburg geschreven General a. D. staat in plaats van Generalleutnant a. D., dit zou een aanwijzing voor een generaal der wapenvak kunnen zijn. Zijn tegenhanger bij de Waffen-SS was een SS-Obergruppenführer. Of Priess mogelijk toch nog bevorderd is in april 1945 is onbekend.

## Lidmaatschapsnummers
- NSDAP-nr.: 1 472 296[15][3] (lid geworden 1 februari 1933[3][5])
- SS-nr.: 113 258[15][3] (lid geworden 3[5] maart 1933[3][4])

## Onderscheidingen
Selectie:
- IJzeren Kruis 1939, 1e Klasse[17] (15 oktober 1939[3][5][6]) en 2e Klasse[17] (22 september 1939[5][3][6][23][24])
- Duits Kruis in goud op 6 januari 1942 als SS-Standartenführer in het SS-Artillerie-Regiment "Totenkopf"[23][24][3][5][6]
- Ridderkruis van het IJzeren Kruis op 28 april 1943 als SS-Oberführer en commandant van het Artillerie-Regiment van het SS-Panzergrenadier-Division Totenkopf[23][24][25][26][27][3][5][6]
- Ridderkruis van het IJzeren Kruis met Eikenloof (nr.297) op 9 september 1943 als SS-Brigadeführer en Generalmajor in de Waffen-SS en commandant van het SS-Panzergrenadier-Division "Totenkopf"[23][24][25][26][27][3][11][6]
- Ridderkruis van het IJzeren Kruis met Eikenloof en Zwaarden (nr.65) op 24 april 1944 als SS-Brigadeführer en Generalmajor in de Waffen-SS en commandant van het 3. SS-Panzer-Division "Totenkopf"[23][24][25][26][28][3][6]
- Demjanskschild[24][11] in 1943[23][6]
- Gewondeninsigne 1918 in zwart[17] op 3 juni 1919[3][6]